# René Ricolfi-Doria
René Italo Ricolfi-Doria (30. dubna 1901, Cologny – 4. února 1970, Ženeva) byl švýcarský plavec. Soutěžil ve dvou disciplínách a ve vodním pólu na Letních olympijských hrách v roce 1920.
Je otcem Mariny Doriové, bývalé vodní lyžařky a manželky Viktora Emanuela di Savoia, syna posledního krále a královny Itálie.